# Left Outside Alone
A Left Outside Alone Anastacia amerikai énekesnő első kislemeze harmadik, Anastacia című stúdióalbumáról. 2004. március 15-én jelent meg, és világszerte sikert aratott, listavezető lett az ausztrál, olasz, osztrák, spanyol és svájci slágerlistán, második helyezett a dán, holland, ír, német és norvég, és harmadik a brit és magyar listán. Az Egyesült Államokban 2005. március 22-én jelent meg, és listavezető lett a Billboard Hot Dance Singles Sales, valamint ötödik a Hot Dance Club Play listán.

## Videóklip
A dalhoz három videóklipet forgattak. Az elsőt, ami a nemzetközi piacra készült, Bryan Barber rendezésében forgatták 2004 januárjában. Ennek egy másik változata a dal Jason Nevins Global Club Edit nevű remixéhez készült, más a vége és kisebb eltérések vannak benne.
2005-ben, a dal amerikai megjelenése után új klipet forgattak. A május 19–20-án Los Angelesben forgatott klipet David Lippman és Charles Mehling rendezte, és Anastacia egy várban látható, amint gyertyák közt fekszik egy ágyon. Bár a klipet leforgatták, nem jelent meg az USA-ban.

## Számlista
| CD kislemez (Egyesült Királyság) 1. Left Outside Alone (Radio Edit) – 3:40 2. Get Ready – 3:30 3" CD kislemez (Németország) 1. Left Outside Alone (Radio Edit) – 3:40 2. Left Outside Alone (Jason Nevins Global Club Edit) – 4:16 CD maxi kislemez (Ausztrália) 1. Left Outside Alone (Radio Edit) – 3:40 2. Get Ready – 3:30 3. Left Outside Alone (Jason Nevins Global Club Edit) – 4:16 CD maxi kislemez (Európa) 1. Left Outside Alone (Radio Edit) – 3:40 2. Get Ready – 3:30 3. Left Outside Alone (Jason Nevins Global Club Edit) – 4:16 4. Left Outside Alone (Jason Nevins Mix Show Edit) – 3:14 5. Left Outside Alone (M*A*S*H Rock Mix) – 4:04 CD maxi kislemez (USA) 1. Left Outside Alone (Radio Edit) – 3:40 2. Get Ready – 3:30 3. Left Outside Alone (Jason Nevins Global Club Edit) – 4:16 4. Left Outside Alone (Jason Nevins Global Club) – 8:05 5. Left Outside Alone (Jason Nevins Mix Show) – 5:21 | Promóciós CD kislemez (USA) 1. Left Outside Alone (Jason Nevins Global Club) – 8:05 2. Left Outside Alone (Jason Nevins Global Club Edit) – 4:16 Promóciós CD maxi kislemez (USA) 1. Left Outside Alone (Jason Nevins Global Club Edit) – 4:16 2. Left Outside Alone (Jason Nevins Global Club) – 8:05 3. Left Outside Alone (Jason Nevins Mix Show Edit) – 3:14 4. Left Outside Alone (Jason Nevins Mix Show) – 5:21 Promóciós CD maxi kislemez (Egyesült Királyság) 1. Left Outside Alone (Radio Edit) – 3:40 2. Left Outside Alone (Love to Infinity Mix) 3. Left Outside Alone (Soda Club Remix) 4. Left Outside Alone (Jason Nevins Remix) Promóciós 12" kislemez (Egyesült Királyság) - A oldal: 1. Left Outside Alone (Jason Nevins Global Club Mix) – 7:51 - B oldal: 1. Left Outside Alone (M*A*S*H Master Mix) – 6:23 2. Left Outside Alone (Jason Nevins Mix Show) – 5:21 Promóciós 12" kislemez (USA) - A oldal: 1. Left Outside Alone (Jason Nevins Global Club) - B oldal: 1. Left Outside Alone (M*A*S*H Master Mix) – 6:23 2. Left Outside Alone (Jason Nevins Mix Show) – 5:21 |

## Helyezések és minősítések
| Slágerlista (2004)                    | Legmagasabb helyezés |
| ------------------------------------- | -------------------- |
| Ausztrál kislemezlista                | 1                    |
| Belga kislemezlista (Flandria)        | 5                    |
| Belga kislemezlista (Vallónia)        | 7                    |
| Brit kislemezlista                    | 3                    |
| Dán kislemezlista                     | 2                    |
| European Hot 100 Singles              | 2                    |
| Finn kislemezlista                    | 6                    |
| Francia kislemezlista                 | 9                    |
| Holland Top 40                        | 2                    |
| Ír kislemezlista                      | 2                    |
| Magyar kislemezlista                  | 3                    |
| Német kislemezlista                   | 2                    |
| Norvég kislemezlista                  | 2                    |
| Olasz kislemezlista                   | 1                    |
| Orosz rádiós játszási lista           | 45                   |
| Osztrák kislemezlista                 | 1                    |
| Román Top 100                         | 10                   |
| Spanyol kislemezlista                 | 1                    |
| Svájci kislemezlista                  | 1                    |
| Svéd                                  | 6                    |
| USA Billboard Hot Dance Club Play     | 5                    |
| Új-zélandi kislemezlista              | 20                   |
| Slágerlista (2005)                    | Legmagasabb helyezés |
| USA Billboard Hot Adult Top 40 Tracks | 30                   |

| Év végi slágerlista (2004) | Position |
| -------------------------- | -------- |
| Német kislemezlista        | 17       |

| Ország             | Minősítés       |
| ------------------ | --------------- |
| Ausztrália         | 2× platinalemez |
| Ausztria           | Aranylemez      |
| Belgium            | Aranylemez      |
| Németország        | Aranylemez      |
| Norvégia           | Aranylemez      |
| Svájc              | Aranylemez      |
| Egyesült Királyság | Ezüstlemez      |